# L'Invention du désert
L'Invention du désert est un roman de Tahar Djaout paru en 1987.

## Traductions
Le roman a été traduit en italien en 1998.